# Malangan (Bulu)
Malangan is een bestuurslaag in het regentschap Sukoharjo van de provincie Midden-Java, Indonesië. Malangan telt 2717 inwoners (volkstelling 2010).